# Сучі потік
Сучі потік (словац. Sučí potok) — річка; ліва притока Слатини, протікає в окрузі Детва.
Довжина приблизно 6,3 км. Витік знаходиться в масиві Вепорські гори (геоморфологічна підодиниця Сільянська планина; схил гори Хохольниця) — на висоті приблизно 890 метрів.
Протікає територією села Детвіанська Гута і міста Гріньова. Впадає в Слатину на висоті приблизно 575 метрів.